# گووگوو
گووگوو (لهستانی: Głogów، آلمانی: Glogau) یک منطقهٔ مسکونی در لهستان است که در شهرستان گووگوف واقع شده‌است. گووگوو ۳۵٫۳۷ کیلومتر مربع مساحت و ۷۱٬۳۱۲ نفر جمعیت دارد.

## خواهرخوانده
شهرهای ریزا و میدل‌بورخ خواهرخوانده‌های گووگوو هستند.